# Derolus lepautei
Derolus lepautei är en skalbaggsart som beskrevs av Pierre Lepesme 1947. Derolus lepautei ingår i släktet Derolus och familjen långhorningar. Inga underarter finns listade i Catalogue of Life.